# George Pomutz
George Pomutz était un général américain d’origine roumaine.

## Biographie
George Pomutz est né en Gyula, Empire d'Autriche, dans une famille de Roumains orthodoxes. Il a combattu dans la Révolution de 1848 aux côtés des révolutionnaires hongrois, où il a gagné le rang de capitaine.
Il a ensuite émigré en Amérique. C’était une figure importante de la guerre civile américaine, où elle a combattu du côté des unionistes. Il a obtenu le grade de général.
Il était également l’ambassadeur des États-Unis auprès de l’Empire russe. Son nom est lié au processus d’achat américain de l’Alaska.
Il était un patriote roumain, soutenant les droits des Roumains en Hongrie. Il a également soutenu les relations amicales entre la Hongrie et le Principautés unies de Moldavie et de Valachie.
Il est décédé le 12 octobre 1882 à Saint-Pétersbourg.